# Manter (Kansas)
Manter – miasto w Stanach Zjednoczonych, w stanie Kansas, w hrabstwie Stanton.